# American Canyon
American Canyon, fundada el 1 de enero de 1992, es una ciudad ubicada en el condado de Napa en el estado estadounidense de California. En el año 2009, la ciudad tenía una población de 16,268 habitantes y una densidad poblacional de 1,549.9 personas por km². La ciudad se encuentra ubicada a 35km al noreste de San Francisco.

## Geografía
American Canyon se encuentra ubicada en las coordenadas 38°10'5" Norte, 122°15'9" Oeste (38.168059, -122.252589). Según la Oficina del Censo, la ciudad tiene un área total de 10,5 km² (4,1 mi²), de la cual 10,5 km² (4,1 mi²) es tierra y 0 km² (0 mi²) (0.0%) es agua.

## Demografía
Según la Oficina del Censo, los ingresos medios por hogar en la localidad eran de $52,105, y los ingresos medios por familia eran $61,536. Los hombres tenían unos ingresos medios de $42,358 frente a los $29,211 para las mujeres. La renta per cápita para el condado era de $18,440. Alrededor del 8.8% de la población estaban por debajo del umbral de pobreza.